# Stefan Plaggenborg
Stefan Plaggenborg (* 18. März 1956 in Löningen) ist ein deutscher Historiker. Er hatte von 2007 bis 2022 den Lehrstuhl für Osteuropäische Geschichte an der Ruhr-Universität Bochum inne.

## Leben
Plaggenborg studierte Geschichte und Germanistik an der Universität Freiburg. Er wurde 1986 mit dem Thema Staatsfinanzen und Industrialisierung in Russland 1881–1903. Die Bilanz der Steuerpolitik für Fiskus, Bevölkerung und Wirtschaft promoviert. Danach war er bis 1994 wissenschaftlicher Mitarbeiter und später Assistent in Freiburg. Er habilitierte sich 1993 mit der Schrift Revolutionskultur. Menschenbilder und kulturelle Praxis in Sowjetrußland zwischen Oktoberrevolution und Stalinismus. Zwischen 1994 und 1999 hatte er den Lehrstuhl für Osteuropäische Geschichte in Jena inne, er wechselte danach an die Universität Marburg. Mit Aufhebung der Osteuropäischen Geschichte in Marburg wurde Plaggenborgs Professur 2006 an das neu gegründete Osteuropazentrum der Universität Gießen umgesetzt. Plaggenborg übernahm im Oktober 2007 den Lehrstuhl für osteuropäische Geschichte an der Ruhr-Universität Bochum. Des Weiteren war er als Fellow am „Freiburg Institute for Advanced Studies“ im Zeitraum von Oktober 2009 bis Dezember 2010 tätig sowie im Kollegjahr 2015/16 als Forschungsstipendiat am Historischen Kolleg in München.
Seine Forschungsschwerpunkte liegen im Bereich der Sozialgeschichte des ausgehenden Zarenreiches, der Geschichte der Sowjetunion, aber auch der Geschichte der Gewalt. Des Weiteren befasst sich Plaggenborg mit vergleichender Geschichte autoritärer Regime im 20. Jahrhundert.
Er hat in der Vergangenheit durch seine Schriften und die Mitarbeit im Stalinismus-Arbeitskreis dazu beigetragen, die Forschung zum Stalinismus um kulturgeschichtliche Aspekte zu erweitern. 2012 veröffentlichte er das Buch Ordnung und Gewalt, das die Regime des Faschismus, des sowjetischen Sozialismus und des Kemalismus vergleichend in den Blick nimmt.

## Schriften (Auswahl)
Monografien
- Pravda. Gerechtigkeit, Herrschaft und sakrale Ordnung in Altrussland. Paderborn 2018.
- Ordnung und Gewalt. Kemalismus – Faschismus – Sozialismus. München 2012.
- Experiment Moderne. Der sowjetische Weg. Frankfurt am Main/New York 2006.
- Revoljucija i kul'tura. Kul’turnye orientiry v period meždu Oktjabr’skoj revoljuciej i ėpochoj stalinizma. Sankt Petersburg 2000.
- Revolutionskultur. Menschenbilder und kulturelle Praxis in Sowjetrussland zwischen Oktoberrevolution und Stalinismus. Köln/Weimar/Wien 1996.
- Staatsfinanzen und Industrialisierung in Russland 1881–1903. Die Bilanz der Steuerpolitik für Fiskus, Bevölkerung und Wirtschaft. In: Forschungen zur osteuropäischen Geschichte 44 (1991), S. 123–339.
- Sowjetische Geschichte in der Zeitgeschichte Europas, Version: 1.0. In: Docupedia-Zeitgeschichte, veröffentlicht am 30. September 2011.

Herausgeberschaften
- Gerechtigkeit und gerechte Herrschaft vom 15. bis zum 17. Jahrhundert. Beiträge zur historischen Gerechtigkeitsforschung (= Schriften des Historischen Kollegs. Kolloquien. Bd. 101). Berlin/Boston 2020, ISBN 978-3-11-065078-5.
- mit Maja Soboleva: Alexander Bogdanov. Theoretiker für das 20. Jahrhundert. München 2008.
- Handbuch der Geschichte Russlands. Bd. 5: 1945–1991 – Vom Ende des Zweiten Weltkrieges bis zum Zusammenbruch der Sowjetunion. 2 Teile, Stuttgart 2002–2003.
- mit Corinna Kuhr-Korolev und Monica Wellmann: Sowjetjugend 1917–1941. Generation zwischen Revolution und Resignation. Essen 2001.
- Stalinismus. Neue Forschungen und Konzepte. Berlin 1998.
- mit Heiko Haumann: Aufbruch der Gesellschaft im verordneten Staat. Russland in der Spätphase des Zarenreiches. Frankfurt am Main u. a. 1994.